# Râul Detroit
Râul Detroit (engleză Detroit River) este un râu cu o lungime de 51 km care atinge în orașul Detroit, Michigan o lățime de 4 km. El travessează statul american Michigan și provincia canadiană Ontario oferind regiunii o sursă de apă potabilă. Numele râului provine din franceză Rivière du Détroit "Détroit" care tradus ar fi strămtoare. Râul se află la granița dintre SUA și Canada și leagă lacurile Saint Clair și Erie. Pe cursul lui se află insulele mai mari, Grosse Ile, Fighting Island și Belle Isle.